# Палати державних маєтностей
Палати державних маєтностей — місцеві адміністративно-територіальні та фіскальні установи міністерства державних маєтностей Російської імперії. Засновувалися за проектом міністра державних маєтностей генерал-ад'ютанта П.Кисельова (1837—56) та діяли на основі «Учреждения об управлении государственными имуществами в губерниях» від 30 квітня 1838 в кожному губернському центрі, хоча спершу одна палата обслуговувала кілька губерній. Під їх керівництвом діяли окружні, волосні та сільські управління державних маєтностей. Палати підпорядковувалися міністру державних маєтностей Російської імперії та губернатору (у питаннях переселення, сімейних поділів землі, контролю за сплатою недоїмок). Покликані були збільшити надходження доходів до державного бюджету, завершити закріплення за державою лісів та земель, а також поліпшити управління як ними, так і оброчними статтями, опікуватися державними селянами. На них покладалася організація збирання податків, усунення поборів та приведення у відповідність розмірів податків із доходами від землі та промислів, зміна оподаткування з подушного на земельне. Під їх контролем перебували також землі, які належали державним утворенням до їхнього входження в склад Російської імперії (старостинські — в західних губерніях, ханські — в Криму, орендні — в прибалтійських, «пустопорожні» — в Сибіру та ін.), оскільки вільне сільське населення цих територій зараховувалося до категорії державних селян (правобережні однодвірці, «вольні люди», малоросійські козаки, татарські селяни, царани та ін.). Складали й уточнювали плани й карти державних земель, аби з’ясувати рентабельність селянського господарства та провести розмежування земель приватних власників від державних. Для підвищення платоспроможності малоземельних наділяли селянські общини якомога рівномірніше вільними землями з тим, щоб розмір оброку відповідав кількості виділеної селянському дворові землі. Упорядковували відбування державних натуральних повинностей: постачання підвід і постоєву повинність, та розпоряджалися здачею земель і угідь в оренду або оброчне утримання. Облаштовували сільське самоврядування (волостей і сільських громад, суду — сільських і волосних розправ).
П.д.м. мали сприяти дотриманню релігійно-моральних засад у повсякденному житті, запобігати поширенню пияцтва шляхом зменшення кількості питних закладів та зобов’язували відкупщиків дотримуватися умов винних відкупів. Брали участь у заснуванні лікарень, храмів різних віросповідань, укладанні шляхів, запобігали пожежам, утримували парафіяльні училища, у т. ч. жіночі (усього в Російській імперії на 1866 палатами було відкрито 7869 шкіл). Для забезпечення селян збіжжям у неурожайні роки контролювали наявність зерна в запасних хлібних магазинах. Опіка народним здоров’ям зводилася до надання селянам лікувальних засобів, проведення противіспових щеплень, запобігання епідеміям та надання першої медичної допомоги при пологах.
Палати брали під свій контроль лісовий фонд, як казенної власності, так і той, яким спільно володіли держава і поміщики, й т. зв. лісні дачі, для чого створювали інспекції, зокрема в Чернігівській губернії (1842). У південних губерніях, де лісів не вистачало, їх закладення та догляд за ними покладали на колоністів. У Катеринославській губернії планувалося організувати зразковий видобуток антрациту. За прикладом прибалтійських губерній почали з 1847 запроваджувати нову, спрощену, систему рекрутських наборів. Замість почергового набору вводився принцип жеребкування. Здійснювали передачу державних селян у військові поселення, зокрема в Херсонській губернії (1840). Підвищення культури землеробства полягало в раціоналізації сільського господарства і поліпшенні скотарства, осушенні боліт і зрошенні земель, сприянні розвиткові промислів, заснуванні навчальних агрономічних ферм, зокрема Луганської (1842).

## У західних губерніях Російської імперії
У західних губерніях Російської імперії, зокрема в правобережних — Київській губернії, Подільській губернії і Волинській губернії, палати державних маєтностей засновувалися згідно з окремими законодавчими актами — «Учреждение о управлении государственными имуществами в западных губерниях и Белостокской области» від 28 грудня 1839 та «Об открытии в западных губерниях палат государственных имений» від 8 січня 1840. Їх діяльність набула особливого значення. Для врахування більш складної соціальної структури сільського населення палати здійснювали обчислення доходів шляхти проведенням люстрацій. Здійснювали облаштування казенних старостинських, монастирських, поєзуїтських і фундушевих маєтків, що колись належали Речі Посполитій. Переводили до категорії казенної власності конфісковані в учасників польського повстання 1830—1831 маєтки, накладали на них секвестр. На противагу іншим губерніям тут число державних селян було незначним, але у власність держави перейшло багато конфіскованих у магнатів та шляхти маєтків (їх налічувалося 1666), які перебували в економічному управлінні тимчасових власників.
П.д.м. здійснювали народні переписи, відчисляли селян з одного поселення в інше, організовували переселення селян на хутори (1839), західних однодвірців — на державні землі в південні губернії України, забезпечували земельними ділянками відставних, безстроково-звільнених нижніх чинів та солдаток. Обліковували відбування військової повинності, контролювали розміри натуральних і грошових повинностей. Унаслідок секуляризації палати перебирали на себе організацію утримання духовенства, а також виділяли з казенних лісів Подільської губернії т. зв. корабельні ліси (1839, 1849). Крім землі, віддавали в оренду млини, ліси, будували винокурні заводи, шинки. Займалися організацією єврейських землеобробних колоній.
В українських губерніях Російської імперії П.д.м. були відкриті в Полтаві, Чернігові, Харкові, при цьому ліквідовувалося попереднє управління, яке здійснювала Головна господарська контора з управління малоросійськими козаками, а також у Херсоні, Катеринославі (нині м. Дніпро), Криму — 1839, у Житомирі, Києві, Кам’янці-Подільську (нині м. Кам’янець-Подільський) — 1840. З них найдовше проіснували Херсонська палата державних маєтностей — до утворення 1870 Херсонсько-Бессарабського управління державних маєтностей, Київська та Подільська — до 1883 — часу заснування Києво-Подільського управління державних маєтностей.
Крім державних коштів, палати утримувалися за рахунок громадського збору із селян. Для подолання корумпованості в середовищі чиновників їхні оклади були наближені до окладів чиновників військового міністерства, що майже вдвічі перевищували розмір жалування в інших відомствах.
Унаслідок скасування кріпосного права і поширення на державних селян положення від 19 лютого 1861 указом від 22 грудня 1866 діяльність П.д.м. була припинена (крім прибалтійських та Ставропольської губерній), оскільки державні селяни перейшли у відання загальних селянських установ та місцевої поліції. Державна власність переходила у відання управлінь державних маєтностей.